# Il condominio dei cuori infranti
Il condominio dei cuori infranti (Asphalte) è un film del 2015 sceneggiato e diretto da Samuel Benchetrit, e basato sul primo volume della sua autobiografia Cronache dall'asfalto (Les Chroniques de l'Asphalte), pubblicato nel 2005.

## Trama
L'ascensore di un condominio si blocca continuamente. Questo problema e una serie di eventi imprevisti hanno un forte impatto su alcuni degli abitanti dell'edificio: l'impacciato signor Sternkowitz, residente al primo piano che si rifiuta di contribuire economicamente all'installazione del nuovo ascensore, Charly, un adolescente che fa la conoscenza di Jeanne, un'attrice degli anni ottanta appena trasferitasi di fronte al suo appartamento, e la signora Hamida, un'amorevole madre algerina con il figlio in carcere.

## Produzione
Le riprese del film sono durate dal 15 dicembre 2014 al 6 febbraio 2015 e si sono svolte principalmente nel quartiere di Bel Air a Colmar, nel dipartimento dell'Alto Reno.

## Colonna sonora
La musica del film è stata composta dal cantante francese Raphaël, che aveva già collaborato con il regista per il film Un voyage del 2014.

## Distribuzione
Il film è stato proiettato in anteprima il 17 maggio 2015 nella sezione "Proiezioni speciali" del Festival di Cannes.
In Francia il film è uscito nelle sale il 7 ottobre 2015, distribuito da Paradis Films, mentre in Italia è uscito il 24 marzo 2016.

## Riconoscimenti
Nel 2016 il film è stato candidato al premio César per il miglior adattamento e al Prix Jacques Prévert du Scénario per il miglior adattamento.